# انشطار نووي
الانشطار النووي هو عملية انقسام نواة ذرة ثقيلة إلى قسمين أو أكثر، وبهذه العملية يتحول عنصر معين إلى عنصر أخر وينتج عن عملية الانشطار نيوترونات وفوتونات عالية الطاقة (بالاخص أشعة غاما) وجسيمات نووية مثل جسيمات ألفا وأشعة بيتا. يؤدي انشطار العناصر الثقيلة إلى تولد كميات ضخمة من الطاقة الحرارية والإشعاعية.
تستخدم عملية الانشطار النووي في إنتاج الطاقة الكهربائية في المفاعلات النووية، كما تستعمل لإنتاج الأسلحة النووية. ومن العناصر النووية الانشطارية الهامة والتي تستخدم كثيراً في المفاعلات الذرية مادتي اليورانيوم-235 وبلوتونيوم-239، والتي هي عماد الوقود النووي. وفي الوقود النووي يتم ما يسمى بالتفاعل المتسلسل حيث يصطدم نيوتروناً مع نواة ذرة اليورانيوم-235 فتنقسم إلى قسمين؛ ويصاحب هذا الانقسام انطلاق عدد من النيوترونات يقدر عادة من 2-3 نيوترونات وفي المتوسط 2.5 نيوترون. ويمكن لتلك النيوترونات الناتجة أن تصطدم بأنوية أخرى من اليورانيوم-235 وتتفاعل معها وتعمل على انشطارها. بذلك يزيد معدل التفاعل زيادة تسلسلية قد يؤدي إلى الانفجار إذا لم ننجح في ترويضه والتحكم فيه.
وفي المفاعلات النووية التي تستخدم لإنتاج الطاقة الكهربائية يُستعمل اليورانيوم-235 أو البلوتونيوم-239 بنسبة 5.3 % في مخلوط أكسيد اليورانيوم لإنتاج الطاقة. ويحتاج مفاعل نووي كبير يعمل بقدرة 1000 ميجاوات إلى نحو 100 طن من أكسيد اليورانيوم تكفيه لمدة ثلاثة سنوات. إلا أن الطريقة الاقتصادية لتشغيل المفاعل النووي تتطلب إيقاف تشغيل المفاعل كل سنة لمدة عدة أسابيع، يجري خلالها استبدال ثلث كمية الوقود النووي المستهلك بوقود جديد، وكذلك لإجراء أعمال الصيانة والتفتيش عن أي خلل قد يحدث ومعالجة الخلل.

## تاريخ اكتشاف الانشطار النووي

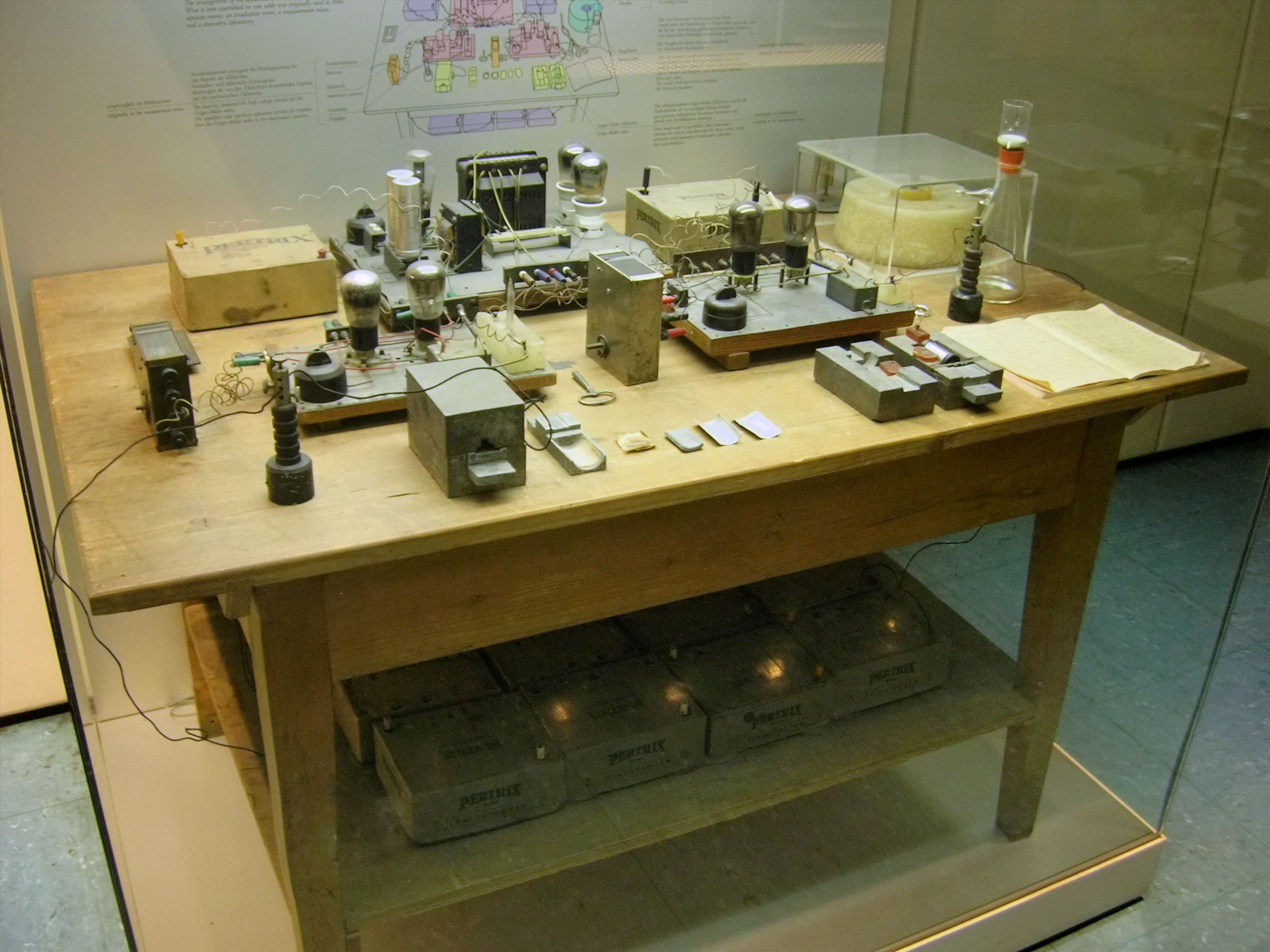
صورة المنضدة التي كان يجري "اوتو هان" عليها أبحاثه مع زملائه "ليزا مايتنر" وفريتز شتراسمان عام 1938، وهي معروضة الآن بالمتحف الألماني في ميونيخ

انشطار نواة اليورانيوم-235 عند اصطدامه بنيوترون. ينتج عن الانشطار طاقة قدرها 200 مليون إلكترون فولت.

كان إنريكو فيرمي أول من قام بتصويب النيوترونات على اليورانيوم عام 1934 ولكنه لم ينجح في تفسير النتائج. وقام العالم الكيميائي الألماني أوتو هان وزميلته ليز مايتنر وزميلهما فريتز ستراسمان بتلك الأبحاث وقاموا بتحليل المواد الناتجة عن التفاعل. وكانت مفاجأة لم يستطيعوا تفسيرها أولاً، إذ أنهم وجدوا عناصر جديدة تكونت من خلال التفاعل. وكان أن أعادوا التجربة باستخدام يورانيوم عالي النقاء، فكانت النتيجة هي ما وجدوه من قبل وتكوّن عنصر الباريوم. والعدد الذري للباريوم نصف العدد الذري لليورانيوم تقريباً. كان ذلك عام 1938 وبعدها بدأت الحرب العالمية الثانية واضطرت ليزا مايتنر إلى مغادرة ألمانيا نظراً لاضطهاد النازية لليهود. وسافرت ليزا إلى السويد حيث كان أحد أقربائها يعمل هناك وهو روبرت فريتش. وقصت عليه نتائج تجربة اليورانيوم.
وفي مطلع عام 1939 فطن أتوهان وشتراسمان إلى تفسير التفاعل الذي حدث وأنه انشطار لنواة ذرة اليورانيوم وتكون الباريوم ونشر نتيجة أبحاثه في المجلة العلمية. وفي نفس الوقت استطاعت مايتنر بمساعدة فريتش تفسير تجربة اليورانيوم على أنها انشطار نووي، واستطاع الاثنان إكمال التفسير بأنه من خلال انقسام نواة اليورانيوم يحدث فقد في الكتلة بين وزن اليورانيوم ووزن الباريوم والمنتجات الأخرى الناتجة عن الانقسام، وقدّرا تلك الكتلة بأنها نحو 1/5 من كتلة البروتون، أي أن طاقة تقدر بنحو 200 MeV تتحرر من كل انقسام، وهي طاقة بالغة للغاية.
وسافر الاثنان بعد ذلك إلى الولايات المتحدة واجتمعا مع أينشتاين وقصّا عليه نتيجة أبحاثهما.
وكانت مجموعة من العلماء تعمل في فرنسا تحت رئاسة بيار كوري زوج ماري كوري- مكتشفة البولونيوم - واكتشفوا أنه خلال انشطار نواة اليورانيوم ينطلق عدد من النيوترونات قدروه بـ 5.3 في المتوسط إلا أنهم عدّلوا ذلك العدد إلى 6.2 نيوترونات في المتوسط لكل انشطار فيما بعد.
ولما عرف أينشتاين وزميله زيلارد بأمريكا نتائج مايتنر وفريتش بالإضافة إلى نتائج المجموعة الفرنسية عن النيوترونات المصاحبة للانشطار قام أينشتاين وزيلارد بتوجيه خطابا إلى الرئيس الأمريكي آنذاك روزفيلت يعرفوه بتلك النتائج العلمية الخطيرة والتحذير من إمكانية سعي الألمان لاستغلال تلك المعلومات لصنع قنبلة ذرية يكون لها مفعولاً فظيعاً، خصوصاً وأن الحرب قد بدأت في أوروبا بهجوم الألمان على بولندا. ووصل خطاب أينشتاين وزيلاد إلى الرئيس الأمريكي في يناير 1939.
قامت الحكومة الأمريكية في البدء بتشجيع الأبحاث النووية، وقام إنريكو فيرمي، وكان يعمل في جامعة شيكاغو آنذاك، ببناء أول كومة ذرية مكونة من اليورانيوم والجرافيت، واختار الجرافيت كمهدئ لسرعة النيوترونات، ونجح في توصيل الكومة الذرية إلى الحالة الحرجة، وكان ذلك في ديسمبر عام 1942.
ثم دخلت الولايات المتحدة الحرب وكان هناك خوف كبير من أن يركز الألمان بحوثهم لصناعة قنبلة ذرية، فبدأت الولايات المتحدة مشروع مانهاتن عام 1942 بغرض إنتاج السلاح النووي وعينت اوبنهايمر لرئاسة المشروع، وجمع أوبنهايمر العلماء من جميع أنحاء البلاد للتركيز على ذلك العمل وكان العمل يسير بتكتم شديد. واتضح أن صناعة القنبلة الذرية يحتاج إلى اليورانيوم-235 عالي النقاوة، كما توصلوا إلى أن عنصر البلوتونيوم-239 وهو من منتجات الكومة الذرية التي بناها فيرمي في جامعة شيكاغو له نفس خواص اليورانيوم-235، فعزم العاملون في مشروع مانهاتن على اتباع الطريقتين في نفس الوقت لضمان التوصل إلى صنع القنبلة. وكان أن قاموا بمشروع لتخصيب اليورانيوم-235 وفصله عن اليورانيوم-238، وقاموا في نفس الوقت بتوليد البلوتونيوم-239 في مفاعل نووي بنوه لذلك الغرض. وأدت تلك المجهودات إلى إنتاج قنبلتي هيروشيما ونجازاكي اللتان ألقيتا من الجو على اليابان في 6 أغسطس و 11 أغسطس 1945، واستسلمت على أثرهما اليابان وأنتهت الحرب مع أمريكا.

## تفاصيل تفاعل الانشطار النووي

تفاعل الانشطار النووي لليورانيوم-235 بواسطة النيوترون. ردة الفعل: يتم امتصاص نيوترون من نواة يورانيوم-235، وتحولها في فترة وجيزة إلى نواة مثارة يورانيوم-236، بواسطة طاقة الإثارة التي توفرها الطاقة الحركية للنيوترون بالإضافة إلى القوى التي تربط النيوترون. وينقسم اليورانيوم-236 بدوره إلى عناصر أخف حيث تتحرك بسرعة (منتجة انشطارية) وتنتشر كمية صغيرة من النيوترونات الحرة. وفي الوقت نفسه، يتم إنتاج واحدة أو أكثر من أشعة غاما

يختلف الانشطار النووي عن عملية التحلل الإشعاعي من ناحية انه يمكن السيطرة على عملية الانشطار النووي خارجيا. تقوم النيوترونات الحرة الناتجة من كل عملية انشطار وهي في المتوسط 5 و2 نيوترونا، بالتفاعل مع اليورانيوم أو البلوتونيوم وتتسبب في انشطارها. وهذا بالتالي يؤدي إلى تحرير نيوترونات أخرى. وتستمر هذه السلسلة من التفاعلات التي تسمى تفاعل متسلسل.
يطلق على نظائر عناصر كيميائية لها القدرة على تحمل هذه السلسلة الطويلة من الانشطارات النووية اسم الوقود النووي. من أكثر أنواع الوقود النووي استعمالا هي اليورانيوم ذو كتلة ذرية رقم 235 (يورانيوم-235) وبلوتونيوم ذو كتلة ذرية رقم 239 (بلوتونيوم-239)، هذين العنصرين ينشطران بصورة بطيئة جدا تحت الظروف الطبيعية التي تسمى ب الانشطار التلقائي وتأخذ هذه العملية التلقائية ما يقارب 550 مليون سنة عمر النصف لليورانيوم. أما في المفاعل النووي فتجمع كمية من الوقود النووي فوق الكتلة الحرجة ويجري التحكم فيها بواسطة قضبان تتخللها من الكادميوم الماصة للنيوترونات. بذلك يمكن المحافظة على معدل سير التفاعل لإنتاج الطاقة ومنعه من الانفلات وأحداث الدمار.

## نواتج الانشطار
ينتج عن انشطار نواة اليورانيوم نواتين صغيرتين في أغلب التفاعلات، كما من الممكن أن ينتج عن الانشطار أكثر من نواتين. وقد تكون «أنصاف» نواة اليورانيوم الناتجة زوجا من نوكليدات مختلفة. وغالبا ما تنتج نواة لها كتلة ذرية خفيفة نسبيا (نحو 90) مصحوبة بنواة ثقيلة (كتلة ذرية 140). ولذلك يبين منحنى توزيع الأنوية الناتجة عن الانشطار قمتين (توزيع كتلة الأنوية الناتجة). ويبقى مجموع البروتونات والنيوترونات قبل التفاعل وبعده ثابتا. وعل سبيل المثال نذكر هنا حالتين ممكنتان للانشطار النووي للبلوتونيوم-239 بواسطة امتصاصه لأحد النيوترونات:
| {\displaystyle {}_{\ 94}^{239}\mathrm {Pu} +{}_{0}^{1}\mathrm {n} \to {}_{\ 56}^{144}\mathrm {Ba} +{}_{38}^{94}\mathrm {Sr} +2\ {}_{0}^{1}\mathrm {n} } | {\displaystyle {}_{\ 94}^{239}\mathrm {Pu} +{}_{0}^{1}\mathrm {n} \to {}_{\ 51}^{130}\mathrm {Sb} +{}_{\ 43}^{107}\mathrm {Tc} +3\ {}_{0}^{1}\mathrm {n} } |

توزيع الأنوية الناتجة عن الانشطار بحسب كتلهم الذرية A

نواتج الانشطار تكون أنوية ذرية متوسطة الكتلة، وفي نفس الوقت غنية بالنيوترونات. وهي لذلك عناصر غير مستقرة ويصدرون في العادة نيوترونات زائدة عن مقدرتهم الاحتفاظ بها خلال عدة ثوان من بعد تكونهم، وتكون لهم أهمية في ضبط معدل التفاعل الجاري في مفاعل نووي. وتتحلل بعض تلك الأنوية الناتجة عن الانشطار عن طريق تحلل بيتا إلى عناصر أخرى. وتحلل بيتا لا يغير من الكتلة الذرية وينتهي تحلل بيتا المتتابع عند نواة مستقرة، وقد تستغرق تحللات بيتا الأخيرة قرب الوصول إلى العنصر المستقر أعمار النصف طويلة على مدي مئات السنين أو آلاف السنين. ولمعرفة سلاسل نواتج تحلل بيتا التالية للانشطار يمكن الرجوع إلى المصادر العلمية مثل:.
ينتج عن كل انشطار لنواة يورانيوم واحدة قدر هائل من الطاقة يبلغ نحو 200 مليون إلكترون فولت تظهر في صورة حرارة وإشعاع، ويمكن استغلال الحرارة لتوليد بخار ماء، ومن بخار الماء توليد كهرباء عن طريق توربين ومولد كهربائي، وهذا ما يجري في مفاعل نووي.

## وصلات خارجية
- اليورانيوم من الموسوعة العربية العالمية
- رسم توضيحي متحرك لعملية انشطار اليورانيوم النووي.